# げんき〜ず
げんき〜ずは吉本興業東京本社（東京吉本）に所属するお笑いコンビ。NSC東京校6期生。旧名フレンドランド。

## メンバー
- 元気☆たつや（げんき たつや、1982年2月4日 - ）
  - 本名：斎藤 竜也（さいとう たつや）
  - ボケ/元気担当。立ち位置は右。
  - 千葉県佐倉市臼井出身。
  - 血液型：A型
  - 身長：168cm
  - 特技として頭から空気を出すことができる（ジャッキー・チェンにも披露し、驚かせたこともある芸である）。
  - 常に「元気」をモットーにしており、絡みの際に「GM（元気、マーックス!）」や「GT（元気足りてない!）」等の用語を用いている。
  - ネタではダンスや動きを使う事が多く見られる。
  - 相方の影響を受けマラソンに挑戦している。
  - 実家が近所だった藤原基央（BUMP OF CHICKEN）に猫を譲った。それにより楽曲『K』が誕生したらしい。
  - k-popのLIVE＆ダンスパフォーマンスの魅力にハマり(BIGBANGや2NE1)、K-POP好きが集まれる空間を提供し、K-POPの魅力を伝えながらダンスやお笑いで盛り上がろうと、K-POPエンターテイメントDJイベント『元気ガラガラGO!!祭』を主催している。
  - 2012年4月、K-POPの本場韓国はソウルにある芸術の街、弘大（ホンデ）にてK-POPエンターテイメントDJイベント『〜元気ガラガラGo!!祭〜』を開催した。なお、韓国で日本人がオールK-POP DJイベントを開催するのは史上初のこと。イベント前には明洞（ミョンドン）で、告知を兼ねたゲリラライブを敢行するなど、K-POPの本場でも精力的にアピールした。

- 宇野 けんたろう（うの けんたろう、1982年3月1日 - ）
  - 本名：宇野 堅太郎（うの けんたろう）
  - ツッコミ担当。立ち位置は左
  - 東京都出身。
  - 正則学園高等学校卒業
  - 血液型：O型
  - 身長：172cm
  - 体脂肪：3％
  - 趣味は走ることで、芸人ながら世界陸上選考会に出場可能な実力を持つ芸能界ランナー。この特技から、テレビドラマ『陸王』（TBSテレビ）のダイワ食品陸上部エース・立原隼斗役に抜擢された。
  - フルマラソン2時間33分30秒。
  - 北斗晶はいとこである[1]。
  - Let's TRAIL RUN　VOL 1,2,3表紙掲載、月刊ランナーズ、Number DO、Tarzan、陸マガJr、各社スポーツ新聞、など数々の紙面に掲載。
  - 『ラン×スマ』（NHK BS1）『オールスター感謝祭』『炎の体育会TV』『陸王』（TBSテレビ）『吉本大運動会』『関西駅伝最強No.1決定戦』『こやぶるSPORTS』『ブラマヨのスポーツベガス』（関西テレビ）『ランドリ』(TOKYO MX、レギュラー出演)など数々のスポーツバラエティー番組に出演。
  - 2014年10月4日放送の『オールスター感謝祭』（TBSテレビ）内のコーナー「赤坂5丁目ミニマラソン」で優勝。
  - 2016年リオデジャネイロオリンピック、マラソン男子日本代表選考会に出場決定（福岡国際マラソン2015）。
  - 全国のマラソン大会にゲストランナーとして出場中。
  - 現在J:COMチャンネル『江戸川元気パラダイス』げんき〜ずへレギュラー出演。
  - TBS日曜劇場ドラマ『陸王』（TBSテレビ）へ立原隼斗役で出演。
  - 2018年から「立川シティハーフマラソン」「練馬こぶしハーフマラソン」「MINATOシティマラソン」「東京都中学生駅伝」の番組解説とレポーターとして出演。
  - 2018年12月1日放送の『ラン×スマ』（NHK BS1）にて四万十川ウルトラマラソンに挑戦し100kmを8時間54分49秒のタイムで完走した。尚この記録は芸能界最速である。
  - 2019年、NHK大河ドラマ『いだてん〜東京オリムピック噺〜』井手伊吉役で出演。
  - 2021年8月、実業団であるコトブキヤ陸上部の2代目宣伝ランナーとなった[2]。

## マラソン経歴

### 元気たつや
2009年
- ホノルルマラソン（初フルマラソン）、4時間58分55秒。

2010年
- 3月、ソウル国際マラソン、3時間45分。
- みんなが健康になることを考え「元気☆たつや 元気ウォーキング部」を立ち上げた。
- 12月、ホノルルマラソン、3時間52分

2011年
- 12月、ホノルルマラソン、3時間41分

2012年
- 2月、東京マラソン、3時間23分21秒
- 3月、サイパンマラソン50キロの部 完走
- 6月、第4回間寛平presentsデカスロン体験会 男子の部 総合1位
- 9月、北緯40°秋田内陸リゾートカップ100キロチャレンジマラソン、12時間28分 完走

2019年
- 5月 ホノルル駅伝 優勝（男女混合の部）チーム名：TEAM CPFU メンバー：森渉、大蔵（ケツメイシ）、ニッチロー、ノッチ（デンジャラス）、佐野千晃、元気たつや

### 宇野
1998年
- 埼玉県鳩ケ谷駅伝優勝（大会新記録）、区間賞
- 第49回東京都高校駅伝大会4位入賞
- 第51回関東高校駅伝大会出場
- カナダバンクーバー国際マラソン、ハーフの部年代別優勝、初ハーフマラソン1時間14分41秒

1999年
- 東京都皇居駅伝大会優勝
- 第50回東京都高校駅伝優勝
- 第52回関東高校駅伝出場
- 第50回全国高校駅伝出場

2006年
- 神奈川県足柄大橋マラソン準優勝
- 千葉県千倉マラソン準優勝
- 神奈川県相模湖ピクニックマラソン優勝

2007年
- 関東マスターズロード選手権優勝

2008年
- 関東マスターズロード選手権優勝（大会新記録）

2009年
- ホノルルマラソン、年代別6位入賞、初マラソン2時間48分15秒

2010年
- 別府大分毎日マラソンは膝の靱帯損傷の為、辞退
- 11月、RUN for the cure 2010、10kmマラソン優勝
- 12月、半蔵門一周トライアルロードレース、20代の部優勝
- 12月、スポニチフィットラン、10kmマラソン優勝

2011年
- 3月、第六回サイパンマラソン、フルマラソンの部、第3位
- 4月、TBSオールスター感謝祭'11春 20周年超豪華版スペシャル 赤坂五丁目ミニマラソン　準優勝
- 10月、TBSオールスター感謝祭'11秋 芸能界No.1決定戦SP　赤坂五丁目ミニマラソン　第3位
- 10月、第1回大阪マラソン、2時間37分5秒（芸能界フルマラソン最速記録更新）

2012年
- 2月、東京マラソン2012出場　2時間38分19秒
- 3月、TBSオールスター感謝祭'12春 芸能界No.1決定戦SP　赤坂五丁目ミニマラソン　第9位
- 9月、TBSオールスター感謝祭'12秋 超豪華!クイズ決定版　赤坂五丁目ミニマラソン　第5位

2013年
- 2月、東京マラソン2013出場　2時間39分18秒
- 3月、TBSオールスター感謝祭'13春 赤坂五丁目ミニマラソン　第9位
- 10月、第3回大阪マラソン、ゲストランナー出場　2時間37分29秒

2014年
- 2月、第64回別府大分マラソン出場、2時間35分23秒
- 10月、TBSオールスター感謝祭'14秋 赤坂五丁目ミニマラソン 優勝
- 12月、第48回福岡国際マラソン出場 2時間37分25秒

2015年
- 4月、サイパンマラソンフルマラソンの部  準優勝
- 5月、WiNGS FOR LIFE WORLD RUN 2015  日本２位 世界53位

2017年
- 2月、東京マラソン2017出場、2時間33分30秒

2018年
- 10月、四万十川ウルトラマラソン100km出場、8時間54分49秒

## 略歴
2006年3月にフレンドランド解散の後、2007年3月に「げんきーず」として再結成。
前説が得意であり「前説は西のビッキーズ、東のげんきーず」とも言われ、TBSテレビ番組前説でゲストの関根勤に「前説の勢いがすごい」と評価されていた。ヨシモト∞（ヨシモトファンダンゴTV、木曜日担当）の前説の他、NON STYLEやCOWCOWの単独ライブの前説を毎年連続で担当。
- 2009年10月、初単独ライブ「元気パーティー」
- 2010年5月、第二回単独ライブ「KING OF 元気」
- 2010年8月、第一回げんき〜ずトークライブ｢げんき〜ずの誰でも楽しく42.195km走る方法!｣
- 2010年10月、第二回げんき〜ずトークライブ｢げんき〜ずの誰でも楽しく42.195km走る方法!｣
- 2011年3月、第三回げんき〜ずトークライブ「げんき〜ずの誰でも楽しく42.195km走る方法!」ゲスト、猫ひろし
- 2011年4月、げんき〜ずトークライブ｢元気ですかーー!!｣vol.1ゲスト、ものいい
- 2011年5月、げんき〜ずトークライブ｢元気ですかーー!!｣vol.2ゲスト、御茶ノ水男子
- 2011年6月、げんき〜ずトークライブ｢元気ですかーー!!｣Vol.3ゲスト、フクロトジ
- 2011年8月、げんき〜ずトークライブ｢元気ですかーー!!｣Vol.4ゲスト、ライパッチ、バウンサー、ロングヘアー

## 出演

### テレビ
- エンタの天使（日本テレビ）　※キャッチフレーズは「刻め、ノーテンキリズム!」
- レッドカーペットお台場冒険王ファイナル（フジテレビ）　※キャッチフレーズは「二次会の仕事待ってます!」
- ミリオン家族（テレビ東京）
- 江戸川元気！パラダイス

（JCOMチャンネル（地デジ11ch）テレビ）
●放送エリア：江戸川区・台東区・墨田区・千葉エリア（市川・浦安）
●更新日：毎月1日更新

### インターネット番組
- 街録ch〜あなたの人生、教えて下さい〜（YouTube番組、2021年）

### PV
- BEAT CRUSADERS「LET IT GO」

## 掲載
2010年
- 2月、東京マラソンEXPO、ランナーズブースのMC
- 5月、アッシュ「kamakura」のPV
- 8月、芸能会最速ランナー、東京中日スポーツ掲載（宇野のみ）
- 9月、ヤングアニマル嵐掲載
- 9月、ランネットX、Twitter生配信ショッピング
- 9月、ランネット、オススメ商品通販
- 9月、『爆笑レッドカーペット 真夏のヤングライオン杯』（フジテレビ）、キャッチフレーズは｢動きマックス!｣
- 9月、ホノルルマラソン公式ガイドブック掲載
- 10月、ランネット、秋のオススメ商品通販
- 10月、第11回東京夢舞いマラソン、ゲストランナーとして出場
- 10月、『森田一義アワー 笑っていいとも!』（フジテレビ）ギャグマーケットコーナー
- 12月、月刊ランナーズ掲載（宇野のみ）

2011年
- 2月、シティーリビングみんなの部活｢K Swiss｣、ランニングコーチ担当（宇野のみ）
- 2月、『マヨブラジオ』（読売テレビ）
- 2月、第4回、愛知県三好池4時間耐久リレーマラソン、ゲストランナーとして出場
- 2月、週刊プレイボーイの芸能人マラソンランキング第１位掲載（宇野のみ）
- 2月、東京マラソンEXPO、ランナーズブースのMC
- 4月、『TBSオールスター感謝祭』20周年超豪華版（宇野のみ）
- 5月、第7回、谷川真理駅伝、ゲストランナーとして出場
- 6月、第7回、岩手銀河100km駅伝、吉本ナショナルチームとして出場、5位入賞
- 8月、月刊ランナーズ、掲載（宇野のみ）
- 10月、『TBSオールスター感謝祭』芸能界No.1決定戦SP（TBSテレビ、宇野のみ）
- 10月、『せやねん!』（毎日放送、宇野)
- 11月、『ZIP！』（日本テレビ、宇野）
- 11月、週刊プレイボーイ、猫ひろしvsげんきーず宇野。掲載（宇野のみ）

2012年
- 5月、雑誌｢Ollie｣6月号、KREEPSVILLE666モデル（たつやのみ）
- 7月、雑誌｢GO OUT｣9月号、全身アディダススタイル、掲載（たつやのみ）
- 9月、雑誌｢CUTiE｣10月号、原宿グッドルッキングガイ40の一人に選ばれる（たつやのみ）